# Таракелок
Таракело́к (рос. Таракелок) — селище у складі Верхньобуреїнського району Хабаровського краю, Росія. Входить до складу Тирминського сільського поселення.
Стара назва — Таракілок.

## Населення
Населення — 4 особи (2010; 6 у 2002).
Національний склад (станом на 2002 рік):
- росіяни — 83 %